# Широков, Валентин Георгиевич
Валентин Георгиевич Широков (1931 — 1970) — советский борец классического стиля, чемпион (1953, 1956) и бронзовый призёр (1955) чемпионатов СССР, серебряный призёр Всемирных студенческих игр 1954 года, мастер спорта СССР (1963). Участвовал в семи чемпионатах СССР. Выступал в наилегчайшей весовой категории (до 52 кг).

## Спортивные результаты
- Чемпионат СССР по классической борьбе 1953 года — ;
- Чемпионат СССР по классической борьбе 1955 года — ;
- Классическая борьба на летней Спартакиаде народов СССР 1956 года — ;